# Ricardo Zonta
Ricardo Luiz Zonta (* 23. března 1976 Curitiba) je bývalý brazilský pilot formule 1.

## Počátky kariéry
Ricardo se narodil v městě Curitiba, a svou závodní kariéru začal v roce 1987 na motokárách. Nedlouho po svém debutu už začal vyhrávat závody. V dalším roce skončil na 2. místě v Motokárovém šampionátu ve městě Curitiba. V roce 1991 v této sérii vyhrál titul. Ve své poslední motokárové sezóně, 1992, skončil na 4. místě v Motokárovém šampionátu města Sao Paulo. Sezóna 1993 pro něj znamenala 6. místo v Brazilském šampionátu Formule Chevrolet. O rok později skončil na 5. místě v Brazilském šampionátu [Formule 3.] Sezóna 1995 pro něj znamenala velký úspěch, když vyhrál dva šampionáty Formule 3: Brazilský a Jihoamerický.
V roce 1996 se Zonta přesunul do Evropy a působil v šampionátu Formule 3000, kde jezdil pro tým Draco Racing. Vyhrál dva závody a celkově skončil na 4. pozici. V tom samém roce se stal prvním Brazilcem v Mezinárodním šampionátu cestovních vozů, kde jezdil za Mercedes. V sezóně 1997 pokračoval ve Formuli 3000, tentokrát vyhrál třikrát a získal titul, testoval i ve Formuli 1 pro tým Jordan. Vysloužil si též ocenění „Zlatá helma“ pro nejlepšího mezinárodního jezdce. Pro rok 1998 pak přestoupil do stejné funkce k McLarenu. Kromě testování ještě vyhrál šampionát FIA GT (třídu GT1) a opět ocenění „Zlatá helma“.

## Formule 1
V říjnu 1998, ihned poté, co vyhrál šampionát FIA GT, podepsal Ricardo smlouvu s nově vzniklým týmem B.A.R. ve Formuli 1. Nabídky od týmů Jordan a Sauber odmítl.
V sezóně 1999 tedy debutoval ve Formuli 1, jeho týmovým kolegou se stal mistr světa z roku 1997, Jacques Villeneuve. Zonta měl ale hned od začátku smůlu. V tréninku na druhý závod sezóny si poranil nohu a musel tento i další tři závody vynechat. Velkou havárii zaznamenal i na okruhu Spa-Francorchamps. Do konce sezóny nenasbíral ani bod, když jeho nejlepším výsledkem bylo 8. místo. Villeneuve však nezískal také žádné body a možná proto mohl Zonta pokračovat i v sezóně 2000. A hned v prvním závodě se mu podařilo dojet na 6. místě a bodovat. Opět se mu nevyhla ošklivá havárie, tentokrát na okruhu Silverstone, v sezóně však pokračoval a bodoval ještě ve dvou závodech. Celkově skončil se 3 body na 14. místě.
I přes zisk prvních bodů však v týmu nezůstal a nahradil ho zkušený Olivier Panis. Zonta se tak opět přesunul k týmu Jordan a testoval. A dokonce si i opět zazávodil ve dvou podnicích. Nejprve když se zranil Heinz-Harald Frentzen a poté na jeden závod když byl Frentzen z týmu vyhozen.
V roce 2002 zkusil štěstí v šampionátu Světové série Telefonica, kterou vyhrál. Pro rok 2003 pak byl najat týmem Toyota, opět jako testovací jezdec. Ve stejné pozici pokračoval i v následujícím roce. Ke konci sezóny vyhodil tým Toyota svého dosavadního jezdce, Cristiana da Mattu a Zonta dostal příležitost ve čtyřech závodech. K nejlepšímu výkonu sezóny měl nakročeno v Belgii, kde jezdil na 4. místě, ale 3 kola před cílem mu selhal motor. Pro závod v Suzuce najal tým Jarna Trulliho, pro domácí závod v Brazílii ale opět usedl do kokpitu Ricardo Zonta. Dojel až na 13. místě a skončil celkově bez bodu.
I pro rok 2005 zůstal u Toyoty, opět jako testman. Příležitost měl dostat při Grand Prix USA 2005, když se zranil Ralf Schumacher, ale tento závod dopadl známým fiaskem, když do něj nenastoupily týmy obouvající pneumatiky Michelin. Zonta tak opět vyšel naprázdno. Rok 2006 byl poté jeho posledním rokem u Toyoty, když pro následující sezónu podepsal s týmem Renault jako testovací jezdec. Kromě testování vstoupil Zonta i do šampionátu Stock Car v Brazílii. V roce 2008 odešel z Formule 1 a jel závod 24 hodin Le Mans, s týmem Peugeot Sport. Jeho kolegy byli také formuloví jezdci, Franck Montagny a Christian Klien. Zonta se také účastnil šampionátu Grand Am v Americe s týme Krohn Racing a také se stal vlastníkem i pilotem v týmu Panasonic Racing v brazilské sérii Stock Car,

## Juniorské formule
| Rok  | Název série           | Tým                | Pořadí   | Body | Závody | Vítězství | Pole Position | Podium |
| ---- | --------------------- | ------------------ | -------- | ---- | ------ | --------- | ------------- | ------ |
| 1993 | F Opel (BRA)          | ?                  | 5. místo | ?    | ?      | ?         | ?             | ?      |
| 1994 | F3 (BRA)              | ?                  | 5. místo | 15   | ?      | ?         | ?             | ?      |
| 1995 | F3 (BRA)              | ?                  | 1. místo | ?    | ?      | ?         | ?             | ?      |
|      | F3 J. Amerika         | ?                  | 1. místo | ?    | ?      | ?         | ?             | ?      |
| 1996 | Formule 3000          | Draco              | 4. místo | 27   | 10     | 2         | 1             | 4      |
| 1997 | Formule 3000          | Super Nova         | 1. místo | 39   | 9      | 3         | 4             | 5      |
| 2002 | F Nissan World Series | Gabord Competicion | 1. místo | 294  | 17     | 9         | 8             | 14     |

## Tituly
- 1991 Mistr Parana (Motokáry)
- 1995 Mistr Brazílie (Formule 3)
- 1995 Mistr Jižní Ameriky (Formule 3)
- 1997 Mezinárodní mistr (Formule 3000)
- 1998 Mistr FIA (Vozy GT)
- 2002 Mistr Nissan World Series

## Vítězství
- 1995 Londrina (Formule 3)
- 1995 San Jorge (Formule 3)
- 1995 Brasilia (Formule 3)
- 1995 Posadas (Formule 3)
- 1995 Cascavel (Formule 3)
- 1995 Paraná (Formule 3)
- 1996 Estoril (Formule 3000)
- 1996 Mugello (Formule 3000)
- 1997 Nurburgring (Formule 3000)
- 1997 Hockenheim (Formule 3000)
- 1997 Mugello (Formule 3000)
- 1998 Oschersleben (Vozy GT)
- 1998 Dijon (Vozy GT)
- 1998 A1-Ring (Vozy GT)
- 1998 Homestead (Vozy GT)
- 1998 Laguna Seca (Vozy GT)
- 2002 Valencia- Nissan World Series
- 2002 Jarama - Nissan World Series
- 2002 Jarama - Nissan World Series
- 2002 Magny-Cours - Nissan World Series
- 2002 Barcelona - Nissan World Series
- 2002 Barcelona - Nissan World Series
- 2002 Valencia- Nissan World Series
- 2002 Curitiba - Nissan World Series
- 2002 Curitiba - Nissan World Series

## Kompletní výsledky ve Formuli 1
| Legenda k tabulce | Legenda k tabulce                                                                       |
| Barva             | Výsledek                                                                                |
| ----------------- | --------------------------------------------------------------------------------------- |
| Zlatá             | Vítěz                                                                                   |
| Stříbrná          | 2. místo                                                                                |
| Bronzová          | 3. místo                                                                                |
| Zelená            | Bodované umístění                                                                       |
| Modrá             | Nebodované umístění                                                                     |
| Modrá             | Dokončil neklasifikován (NC)                                                            |
| Fialová           | Odstoupil (Ret)                                                                         |
| Červená           | Nekvalifikoval se (DNQ)                                                                 |
| Červená           | Nepředkvalifikoval se (DNPQ)                                                            |
| Černá             | Diskvalifikován (DSQ)                                                                   |
| Bílá              | Nestartoval (DNS)                                                                       |
| Bílá              | Závod zrušen (C)                                                                        |
| Světle modrá      | Pouze trénoval (PO)                                                                     |
| Světle modrá      | Páteční testovací jezdec (TD)                                                           |
| Bez barvy         | Netrénoval (DNP)                                                                        |
| Bez barvy         | Vyřazen (EX)                                                                            |
| Bez barvy         | Nepřijel (DNA)                                                                          |
| Bez barvy         | Odvolal účast (WD)                                                                      |
| Bez barvy         | Nezúčastnil se (prázdné)                                                                |
| Označení          | Význam                                                                                  |
| Tučnost           | Pole position                                                                           |
| Kurzíva           | Nejrychlejší kolo                                                                       |
| †                 | Jezdec nedojel do cíle, ale byl klasifikován, protože odjel více než 90 % délky závodu. |
| ‡                 | Byl udělován poloviční počet bodů, protože bylo odjeto méně než 75 % délky závodu.      |
| Horní index       | Umístění bodujících jezdců ve sprintu                                                   |

| Rok  | Tým                                                | Šasi          | Motor                | 1       | 2       | 3      | 4       | 5      | 6       | 7       | 8       | 9       | 10      | 11      | 12      | 13      | 14      | 15      | 16      | 17      | 18     | 19     | Body | Umístění  |
| ---- | -------------------------------------------------- | ------------- | -------------------- | ------- | ------- | ------ | ------- | ------ | ------- | ------- | ------- | ------- | ------- | ------- | ------- | ------- | ------- | ------- | ------- | ------- | ------ | ------ | ---- | --------- |
| 1999 | British American Racing                            | BAR 01        | Supertec V10         | AUS Ret | BRA DNQ | SMR    | MON     | ESP    | CAN Ret | FRA 9   | GBR Ret | AUT 15† | GER Ret | HUN 8   | BEL Ret | ITA Ret | EUR 8   | MAL Ret | JPN Ret |         |        |        | 0    | NC        |
| 2000 | Lucky Strike Reynard British American Racing Honda | BAR 002       | Honda V10            | AUS 6   | BRA 9   | SMR 12 | GBR Ret | ESP 8  | EUR Ret | MON Ret | CAN 8   | FRA Ret | AUT Ret | GER Ret | HUN 14  | BEL 12  | ITA 6   | USA 6   | JPN 9   | MAL Ret |        |        | 3    | 14. místo |
| 2001 | Benson & Hedges Jordan Grand Prix Honda            | Jordan EJ11   | Honda RA001E 3.0 V10 | AUS     | MAL     | BRA    | SMR     | ESP    | AUT     | MON     | CAN 7   | EUR     | FRA     | GBR     | GER Ret | HUN     | BEL     | ITA     | USA     | JPN     |        |        | 0    | 19. místo |
| 2004 | Panasonic Toyota Racing                            | Toyota TF104B | Toyota V10           | AUS TD  | MAL TD  | BHR TD | SMR TD  | ESP TD | MON TD  | EUR TD  | CAN TD  | USA TD  | FRA TD  | GBR TD  | GER TD  | HUN Ret | BEL 10† | ITA 11  | CHN Ret | JPN     | BRA 13 |        | 0    | 22. místo |
| 2005 | Panasonic Toyota Racing                            | Toyota TF105  | Toyota V10           | AUS TD  | MAL TD  | BHR TD | SMR TD  | ESP TD | MON TD  | EUR TD  | CAN TD  | USA DNS | FRA     | GBR TD  | GER TD  | HUN TD  | TUR TD  | ITA TD  | BEL TD  | BRA TD  | JPN TD | CHN TD | 0    | NC        |